# Грань времени
«Грань вре́мени» (англ. Synchronic, буквально — «синхронный») — научно-фантастический фильм американских режиссёров Джастина Бенсона и Аарона Мурхеда, рассказывающий о перемещениях во времени при помощи наркотического средства. Премьера состоялась на кинофестивале в Торонто 7 сентября 2019 года. 23 октября 2020 года фильм вышел в кинопрокат в США, 12 января 2021 года он выпущен на цифровых платформах, а 16 апреля на Netflix.

## Сюжет
Два напарника-парамедика Стив и Деннис, работающие в службе скорой медицинской помощи в Новом Орлеане, за короткое время сталкиваются с несколькими загадочными смертями или ранениями: женщина в гостинице укушена змеёй вида, который давно не водится в этих местах; мужчина умирает от удара в грудь каким-то древним мечом; на улице найден сгоревший труп женщины без видимого источника огня. При этом, как выясняется, все жертвы накануне принимали наркотический препарат под названием «Синхроник». Во время вызова в университетский кампус Стив и Деннис обнаруживают, что исчезла 18-летняя дочь Денниса Брианна, также принявшая наркотик. На фоне этих событий у Стива диагностируют рак мозга, причём врач сообщает ему, что опухоль находится над эпифизом, который у Стива, в отличие от большинства взрослых, не полностью отвердел. Видя ухудшающееся состояние здоровья Стива, Деннис подозревает его в краже морфия из аптечки «скорой помощи», в результате чего отношения между друзьями портятся. Из-за исчезновения дочери наступает кризис и в браке Денниса.
Стив скупает оставшиеся упаковки «Синхроника», который продаётся легально. После этого Стива начинает преследовать неизвестный, который оказывается химиком доктором Кермани, синтезировавшим «Синхроник»: он сообщает Стиву, что наркотик позволяет переместиться в другое время в прошлом, причём взрослые перемещаются не полностью, а «как призраки», тогда как подростки могут остаться в другом времени навсегда, что связано с тем, что их эпифиз ещё не отвердел. Из-за того, что уже несколько детей пропало, химик сам разыскивает оставшиеся дозы, чтобы уничтожить их. Позже Стив слышит в новостях, что химик покончил с собой.
Стиву приходит в голову попробовать действие «Синхроника», чтобы выяснить, нельзя ли спасти из прошлого Брианну. Принимая наркотик, он оказывается сначала в болотистом месте, где на него нападает крокодил, а с другой стороны конкистадор. В другой раз Стив оказывается в заснеженной пустыне, где видит мамонта и доисторического человека. Стив устанавливает, что время пребывания в прошлом составляет около семи минут, что вернуться в настоящее можно лишь оказавшись на том же месте, где ты попал в прошлое, и что если крепко держать что-то в руках, то это окажется с тобой и в прошлом или, наоборот, перейдёт из прошлого в настоящее. Во время очередного путешествия Стив берёт с собой своего пса, но оказывается в 20-х годах XX века в посёлке ку-клукс-клановцев, где едва избегает смерти, а из-за порвавшегося поводка пёс остаётся в том времени.
Наконец, Стив принимает наркотик в кресле на веранде дома, где жила с подругами Брианна, и оказывается в лесу, где на него набрасываются члены какого-то религиозного культа. Однако затем подруга Брианны сообщает, что в ту ночь она куда-то уходила. Стив рассказывает о своей болезни и об экспериментах с «Синхроником» Деннису, и они примиряются. В присутствии Денниса Стив совершает очередное путешествие на берегу моря, на валуне, где любила сидеть Брианна, и оказывается посреди битвы за Новый Орлеан 1815 года. Он встречает Брианну и даёт ей последнюю таблетку, чтобы она вернулась. Брианна садится на валун, но Стив вынужден отойти, поскольку появляется солдат, который называет Стива своим рабом и угрожает ему оружием. Брианна возвращается в настоящее, где встречает отца. Солдат наступает на мину и взрывается, но Стив уже не успевает к валуну. Его мерцающее изображение появляется перед Деннисом и Брианной, и Деннис пожимает Стиву руку. Конец фильма неоднозначен: Стив либо остаётся в прошлом, либо рукопожатие Денниса позволит «вытянуть» его в настоящее.

## В ролях
- Энтони Маки — Стив
- Джейми Дорнан — Деннис
- Элли Иоаннидес — Брианна
- Кэтрин Аселтон — Тара
- Рамиз Монсеф — доктор Кермани
- Билл Оберст мл.  — солдат
- Бетси Холт — Леа
- Шэйн Брэйди — Тревис

## Критика
Фильм получил положительные отзывы. На Rotten Tomatoes общее одобрение составило 79% на основе 149 отзывов, со средней оценкой 6.8/10. На Metacritic фильм имеет оценку 64 из 100 на основе 23 отзывов.